# Ticomiro da Bulgária

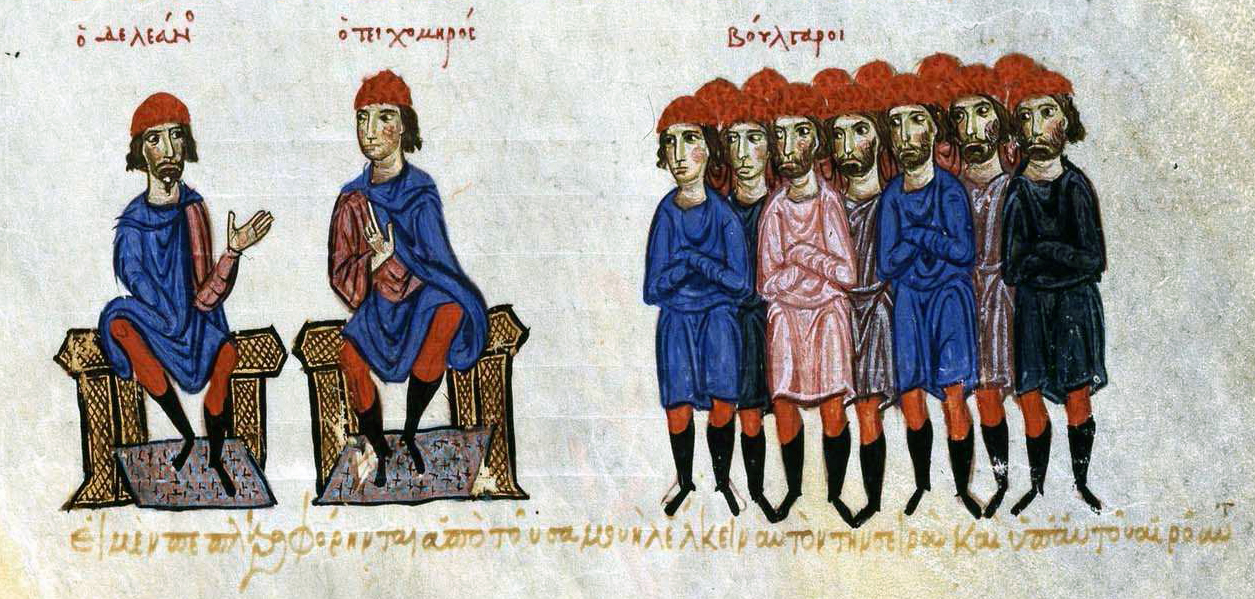
Pedro Deliano e Ticomiro

Ticomiro (em grego medieval: Τειχομηρόν; romaniz.: Teichomirón; em búlgaro: Тихомир; romaniz.: Tichomir; m. 1040) foi um comandante militar do Tema de Dirráquio no século XI que foi enviado para enfrentar uma revolta no norte da Bulgária liderada por Pedro Deliano, mas ele se acabou desertando e se juntando aos rebeldes. Ele posteriormente entrou em conflito com Deliano por causa do trono.

## Contexto
Em 1040, Pedro Deliano se revoltou contra o jugo bizantino no Tema da Bulgária. A Revolta começou primeiro em Belgrado, onde Deliano foi proclamado imperador dos búlgaros com o título de Pedro II da Bulgária. Ele marchou para o sul através da Ráscia e Dendra e tomou as fortalezas bizantinas em Naísso e Escópia.
O estratego Basílio Sinadeno, do Tema de Dirráquio, conseguiu juntar um exército com soldados da região e marchou para enfrentar os rebeldes, porém, acabou sendo minado por um de seus próprios subordinados, Miguel Dermocaita, que fez uma falsa denúncia ao imperador sobre a conduta de Basílio, que mandou prendê-lo. Dermocaita assumiu as tropas, mas logo perdeu o controle, pois elas preferiam escolher um dos seus para o comando,Ticomiro.

## A revolta
As tropas de Ticomiro deveriam ir para o norte, para Belgrado e Margum (Semêndria), onde deveriam atacar Deliano. Ao invés disso, elas se juntaram a ele.
Ticomiro também se auto-proclamou imperador por conta própria. Deliano sabia que a existência de dois líderes rebeldes seria um problema para a revolta e convidou Ticomiro para um encontro, no qual um debate entre os dois ocorreu. Deliano fez o discurso mais convincente, afirmando que um exército com dois líderes inevitavelmente fracassaria em atingir um único objetivo comum. Ele afirmou que os búlgaros deveriam escolher um líder e que, como ele era filho de Gabriel Radomir e descendente do heroico imperador Samuel, ele deveria ser proclamado como único líder e imperador. Depois de perder o debate, Ticomiro foi deposto e assassinado.